# Sidogemah
Sidogemah is een bestuurslaag in het regentschap Demak van de provincie Midden-Java, Indonesië. Sidogemah telt 6422 inwoners (volkstelling 2010).